# Іпіранга (округ Сан-Паулу)
Іпіранга (порт. Ipiranga) — округ міста Сан-Паулу, Бразилія, розташований у субпрефектурі Іпіранга (Ipiranga), на південному сході міста. Назва округу походить з мови тупі та озназає «червона річка». В окрузі розташовані парк Незалежності, де імператор Педру I проголосив незалежність Бразилії, Музей Пауліста і Зоологічний музей. Округ обслуговує система CPTM (станції Іпіранга і Тамандуатеї) та метро Сан-Паулу (станції Алту-ду-Іпіранга і Імігрантіс).
| Бразилія | Це незавершена стаття з географії Бразилії. Ви можете допомогти проєкту, виправивши або дописавши її. |